# Epermenia ochreomaculellus
Epermenia ochreomaculellus is een vlinder uit de familie borstelmotten (Epermeniidae). De wetenschappelijke naam is voor het eerst geldig gepubliceerd in 1854 door Millière.
De soort komt voor in Europa.